# 成相寺
成相寺（なりあいじ）は、京都府宮津市成相寺にある橋立真言宗の寺院。山号は成相山。本尊は聖観世音菩薩。西国三十三所第28番札所。境内からは日本三景のひとつ天橋立が一望できる。2017年（平成29年）4月、文化庁により地域の歴史的魅力や特色を通じて日本の文化・伝統を語るストーリー「日本遺産」の「丹後ちりめん回廊」を構成する文化財のひとつに認定された。
本尊真言：おん あろりきゃ そわか
ご詠歌：波の音松のひびきも成相（なりあい）の 風ふきわたす天の橋立

## 歴史
寺伝によれば、慶雲元年（704年）に文武天皇の勅願寺として真応上人によって創建されたとするが、中世以前の寺史は判然としない。
当寺は、天橋立を一望する鼓ヶ岳（標高569メートル）の南東山腹の標高328メートル辺りにあるが、創建時は山のさらに上方に位置し、修験道の道場となっていた。日本全国にある五つの「聖の住む所」の一つであったという。
現在地に移ったのは応永7年（1400年）の山崩れ以降である。山号は古くは「世野山」と称し、雪舟の『天橋立図』（京都国立博物館蔵、国宝）には「世野山成相寺」の書き込みとともに当寺が描かれている。
安永3年（1774年）に本堂（京都府指定有形文化財）が再建されている。
2007年（平成19年）に高野山真言宗から独立し、橋立真言宗の寺院となった。
当寺はしゃくなげの名所でもある。

## 本尊
本尊の聖観音立像は平安時代の作で、以下のような由緒がある。
なお、本尊は33年に一度開扉される秘仏で、近年では2005年（平成17年）に開扉された。なお、西国三十三所観音霊場の中興の祖とされる花山法皇の一千年忌を記念して、2008年（平成20年）から2010年（平成22年）にかけて各札所寺院で本尊の開帳が行われ、当寺の本尊は2008年（平成20年）9月6日 - 11月30日、2009年（平成21年）4月5日 - 5月30日に開帳された。

## 境内
- 本堂（京都府指定有形文化財） - 安永3年（1774年）再建[4]。堂内には中央の厨子内に秘仏本尊、厨子前に前立・聖観音立像、向かって左に地蔵菩薩坐像（重要文化財）、右に千手観音立像を安置する。本堂内陣の右側頭上に左甚五郎の作といわれる「真向（まむき）の龍」の彫刻がある。
- 十王堂 - 閻魔大王像と孔雀明王像を安置[4]。
- 熊野権現社（京都府指定有形文化財） - 延宝4年（1676年）建立。鎮守の祠に簡素な覆い堂。当寺にある最古の建築物[4]。
- 鉄湯船（重要文化財） - 本堂手前左側にあり、手水鉢に転用されている。鋳物師の山河貞清による作で、正応3年（1290年）の銘がある[4]。
- 観音堂 - 西国三十三所観音霊場のそれぞれの札所の本尊を模した33体の観音像を祀る[4]。
- 鐘楼（京都府指定有形文化財） - 江戸時代再建。袴腰形式。釣られている梵鐘（宮津市指定有形文化財）は慶長13年（1608年）の作で「撞かずの鐘」と呼ばれる。逸話として、鐘鋳造のとき見物に連れられて来た子供が坩堝の中に落ちて亡くなった。その鐘を撞くと子供の泣き声が聞こえてくることから撞かなくなったという[4]。
- 弁天池 - 蓮池。「底なし池」と呼ばれる[4]。
- 弁財天社
- 五重塔 - 本堂下、山門近くの広場に面して建つ。1998年（平成10年）に完成した新しい塔だが、鎌倉時代の建築様式を再現した木造塔である[4]。
- 山門（仁王門） - 入母屋造単層の八脚門。バス、タクシーでの参拝の場合は直接本堂下まで車が入るため、山門をくぐる参拝者はまれである。
- パノラマ展望所 - 本堂より更に上にあり本堂側の駐車場に展望所まで約2kmの表示有り。好天時はここから天橋立、宮津湾が一望できる。まれに越前海岸や白山が見えることがある。
- 弁天山展望所 - 成相寺の池の付近にある階段を登ると行ける展望所。傘松公園より高所から景色が楽しめる。

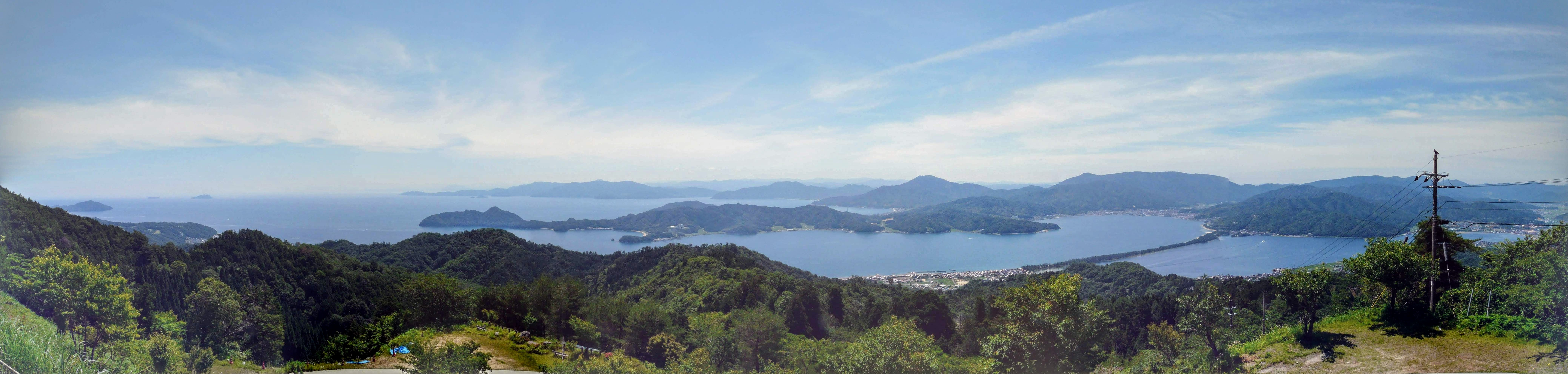
展望所より天橋立、宮津湾を一望

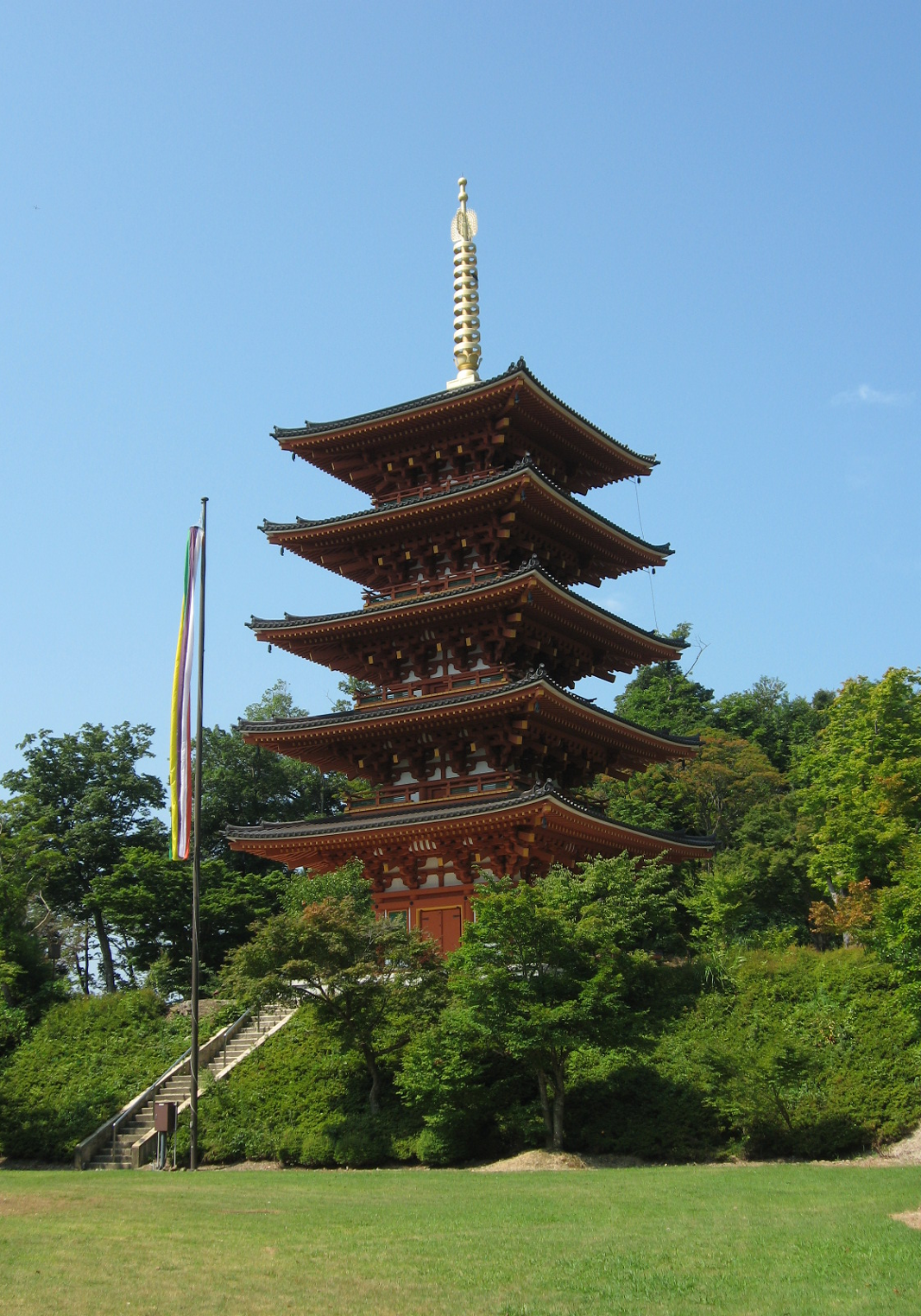
五重塔
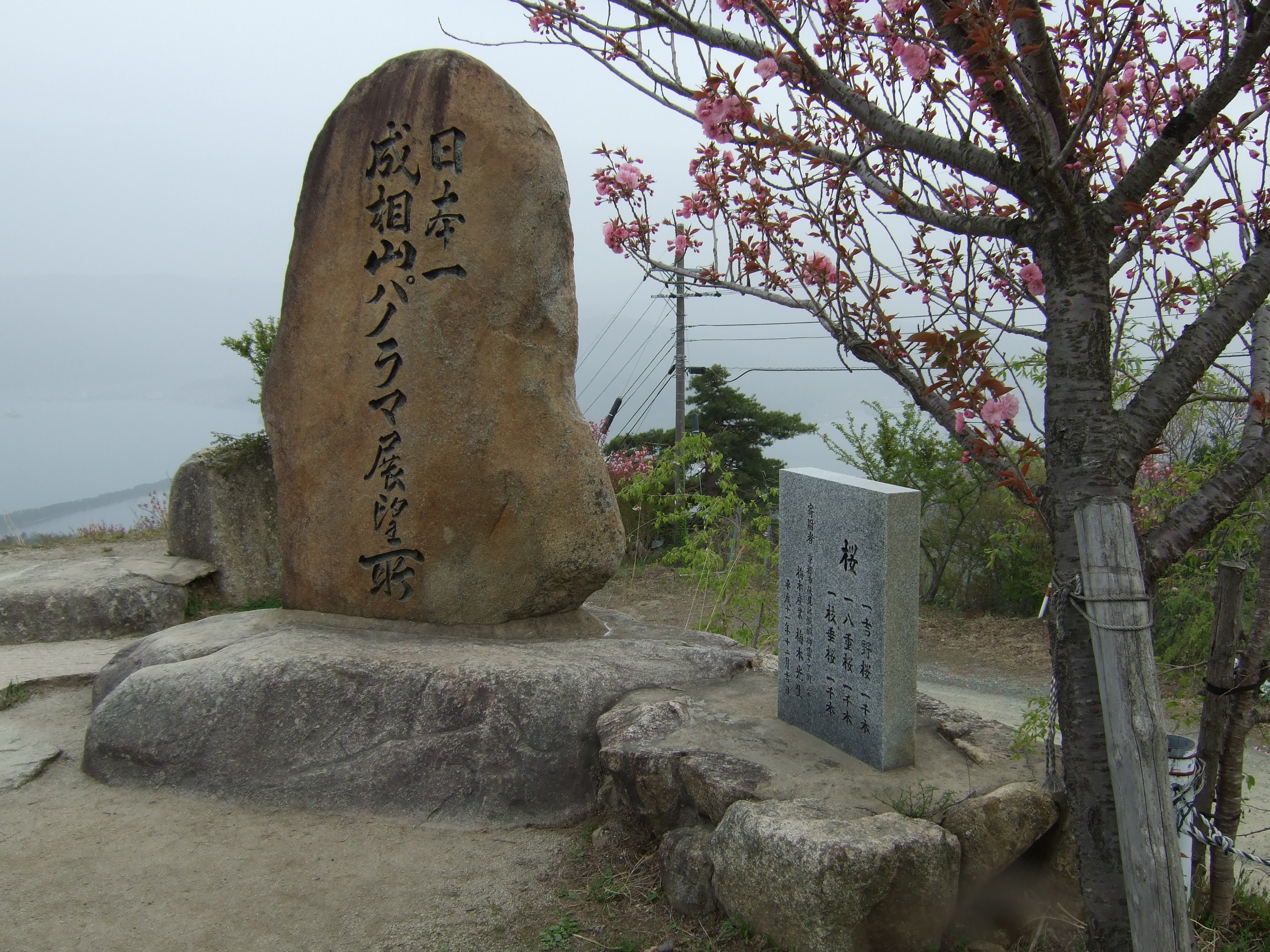
展望所にある石碑
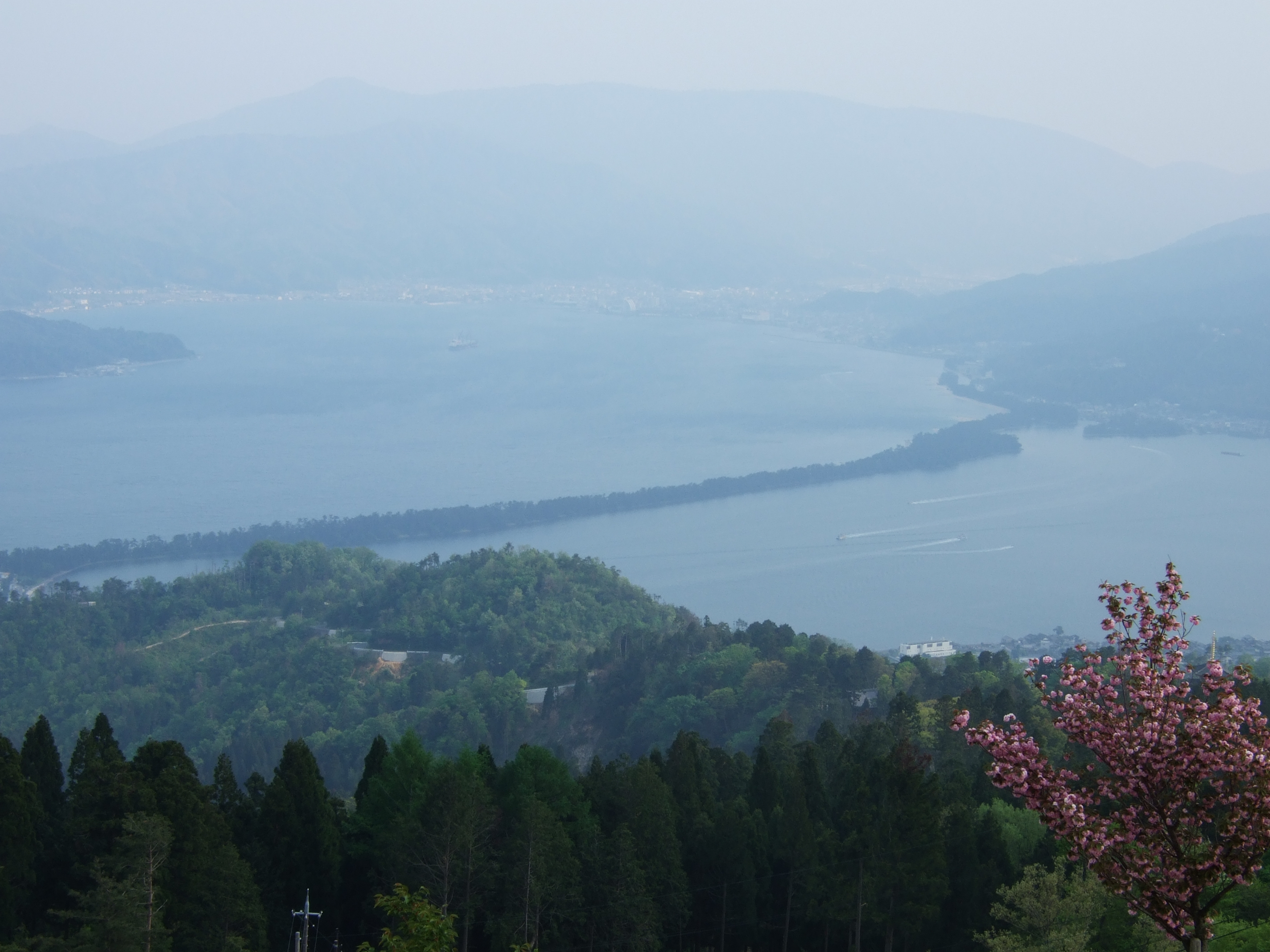
天橋立を望む
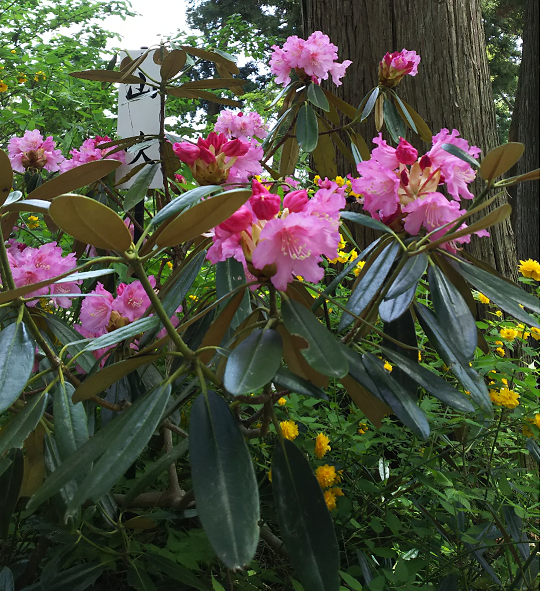
成相寺に咲くシャクナゲ
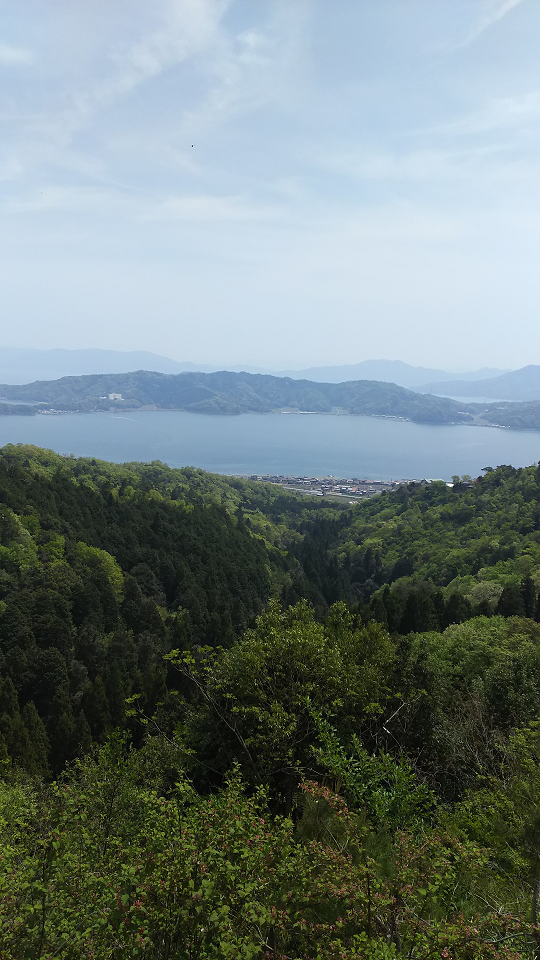
成相寺参道から宮津湾を眺望

## 文化財

### 重要文化財
- 絹本著色紅玻璃阿弥陀像 1幅 - 鎌倉時代。
- 丹波国諸庄郷保総田数帳目録
- 鉄湯船
- 木造地蔵菩薩坐像 - 本堂安置。平安時代。元来成相寺に伝わった像ではなく、20世紀末頃に近畿地方の別寺院から移されたものである。

### 国の史跡
- 成相寺旧境内 - 2016年（平成28年）10月3日指定[5]。

### 京都府指定有形文化財
- 本堂 附：棟札 2枚
- 鎮守堂
- 鐘楼

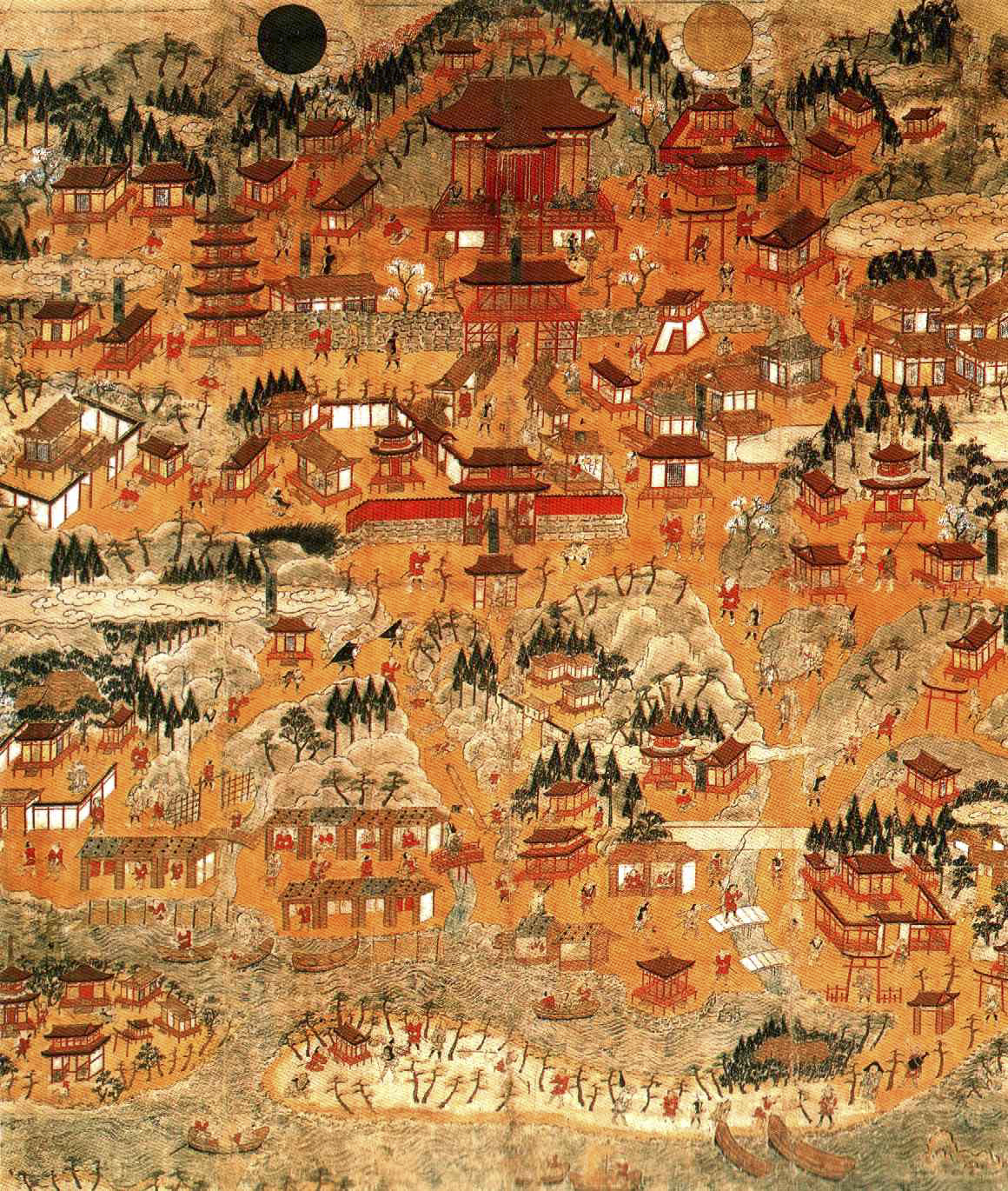
成相寺参詣曼荼羅

- 孔雀文磬 1面 - 応永20年（1413年）。
- 成相寺文書・制礼 6通4枚 附：成相古記1冊。
- 法華経（平登子三十三回忌供養経)7巻 附：経箱1合 - 応永元年（1394年）。
- 成相寺参詣曼荼羅 1幅 - 京都府指定歴史資料（1996年〈平成8年〉3月15日指定、京都国立博物館に寄託）[6]。

### 京都府登録文化財
- 金銅装笈 1背 - 室町時代。

### 宮津市指定有形文化財
- 梵鐘 - 江戸時代。

## 前後の札所
西国三十三所
27 圓教寺　-　28 成相寺　-　29 松尾寺

## 所在地
- 京都府宮津市成相寺339

## アクセス
- 京都丹後鉄道宮津線 天橋立駅からタクシーで約25分。
- 宮津天橋立インターチェンジから15km。車で約30分。

境内へは傘松公園からの道と丹後国分寺方面からの道があるが、前者はバス専用道路で、完全一車線であり、ガードレールも整備されていない。後者は大型バスも通行可能。

### 公共交通機関
天橋立駅から公共交通機関の利用も可能である。一般的には宮津駅や天橋立駅から丹海バス（丹後海陸交通）に乗車し、ケーブル下停留所から天橋立ケーブルカーまたはリフトで山の中腹にある傘松公園に向かい、そこから本堂の階段手前までは登山バスに乗車する。
丹後海陸交通は天橋立の観光船を利用したセット券を発売しているが、この経路を利用した場合には大幅に到達時間がかかってしまうことになる。